# Oplot
Oplot település Csehországban, a Dél-plzeňi járásban. Oplot Dnešice, Přeštice és Soběkury településekkel határos. Lakosainak száma 344 fő (2024. január 1.).

## Népesség
A település lakosságának változását az alábbi diagram mutatja:
| Lakosok száma | 403  | 509  | 616  | 431  | 388  | 331  | 321  | 311  | 328  | 344  |
|               | 1869 | 1890 | 1921 | 1950 | 1980 | 2001 | 2017 | 2019 | 2022 | 2024 |